# Cuarteto Juilliard
El Cuarteto de Cuerda Juilliard es un cuarteto de cuerda de música clásica fundado en 1946 en la Escuela Juilliard de Nueva York. 

## Trayectoria
Los miembros originales eran los violinistas Robert Mann y Robert Koff, el violista Raphael Hillyer y el celista Arthur Winograd; los miembros actuales son Joseph Lin y Ronald Copes violinistas, el violista Roger Tapping y la celista Astrid Schween.  En 2010 Nick Eanet dimitió del Cuarteto debido a asuntos de salud y fue reemplazado por Joseph Lin en 2011. El segundo violinista anterior, Joel Smirnoff dejó el cuarteto después de la temporada 2008-2009 para ser presidente del Instituto de Música de Cleveland. Desde el inicio del Cuarteto en 1946, ha sido el cuarteto-en-residencia en la Escuela Juilliard. Ha recibido numerosos premios, incluyendo cuatro Grammys. En febrero de 2011, el Juilliard recibió el NARAS Lifetime Premio de Consecución por sus contribuciones excepcionales a la música clásica grabada.
El cuarteto tiene un amplio repertorio y ha grabado la obra de compositores como Beethoven, Mendelssohn, Bartók, Debussy y Shostakovich, mientras que también ha promovido compositores más contemporáneos como Elliott Carter, Ralph Shapey, Henri Dutilleux y Milton Babbitt. Ha actuado con otros grandes músicos como Aaron Copland, Glenn Gould, Benita Valente y también, (en sus primeros tiempos), con el científico Albert Einstein. Han participado en la banda sonora de película Inmortal Beloved.
El cuarteto empezó a grabar con Sony Clásicos (anteriormente Columbia Records y CBS Masterworks) en 1949 y la discografía del grupo actualmente supone más de 100 álbumes, incluyendo repertorio conocido y menos familiar. En 1950 el cuarteto actuó en los Peabody Mason Concerts en Boston donde hicieron un estreno mundial del Cuarteto de Cuerda de Martin Boykan de 1949.
En 2015, el cuarteto publicó una aplicación para Apple iOS titulada "Cuarteto de Cuerda Juilliard– Una Exploración de La Muerte y la Doncella de Schubert". El registro fue emitido por separado en audio por Ulysses Arts. La aplicación fue coproducida por el desarrollador de aplicaciones basado en Londres Touchpress y La Escuela Juilliard. La aplicación presenta al cuarteto en una interpretación del Cuarteto de Cuerda Núm. 14, de Franz Schubert más conocido como La Muerte y la Doncella.

## Miembros

### Primer violín
- 1946: Robert Mann
- 1997: Joel Smirnoff
- 2009: Nick Eanet
- 2011: Joseph Lin
- 2018: Areta Zhulla[4]

### Segundo violín
- 1946: Robert Koff
- 1958: Isidore Cohen
- 1966: Earl Carlyss
- 1986: Joel Smirnoff
- 1997: Ronald Copes

### Viola
- 1946: Raphael Hillyer
- 1969: Samuel Rhodes
- 2013: Roger Tapping
- 2022: Molly Carr[5]

### Violonchelo
- 1946: Arthur Winograd
- 1955: Claus Adam
- 1974: Joel Krosnick
- 2016: Astrid Schween[6]

## Premios y reconocimientos
Grammy Award para la Best Chamber Music Performance:
- The Juilliard String Quartet por Beethoven: The Late String Quartets (1985)
- The Juilliard String Quartet por Schoenberg: Quartets for Strings (Complete) (1978)
- The Juilliard String Quartet por Debussy: Quartet in G Minor/Ravel: Quartet in F (1972)
- The Juilliard String Quartet por Bartók: The Six String Quartets (1966)
- The Juilliard String Quartet Lifetime Achievement Award (2011)